# Juicy J
Jordan Michael Houston (n. 5 aprilie 1975, Memphis, Tennessee, SUA), cunoscut sub pseudonimul Juicy J, este un rapper și producător american din Memphis, Tennessee. Este un membru fondator al grupului hip-hop Three 6 Mafia. În anul 2002 și-a lansat primul album solo, intitulat Chronies of the Juice Man.